# SGC Sampierdarenese
SGC Sampierdarenese (wł. Società Ginnastica Comunale Sampierdarenese) – włoski wielosekcyjny klub sportowy, mający swoją siedzibę w mieście Genua na północy kraju, założona 6 czerwca 1891 z inicjatywy Stowarzyszenia Studentów Gimnazjum (1878) i Powszechnego Stowarzyszenia Pracowników Wzajemnej Pomocy (1851). Obecnie działa wyłącznie na dziedzinie gimnastycznej.

## Historia
Pierwszym prezesem towarzystwa został Andrea Terrile, którego ogromne zaangażowanie, w tym finansowe, pozwoliło klubowi uczestniczyć w najważniejszych wówczas rozgrywkach krajowych i międzynarodowych.
Początkowo uprawiane zajęcia obejmowały wyłącznie gimnastykę i podnoszenie ciężarów, ale później dołączyło do nich wiele innych dyscyplin sportowych: szermierka, kolarstwo, kręgle, wioślarstwo, zapasy grecko-rzymskie, pływanie, tamburyn (dyscyplina, w której społeczeństwo wciąż należy do najbardziej tytuły w lidze włoskiej), koszykówka, lekkoatletyka, strzelectwo do rzutków, turystyka piesza i oczywiście także piłka nożna.
18 maja 1892 wstąpił do Włoskiej Narodowej Federacji Gimnastycznej. Sekcja gimnastyczna nadal działa, aw 1969 roku została uhonorowana Złotą Gwiazdą za zasługi sportowe.

## Sekcje

### Sekcja gimnastyczna
Jest wielu sportowców, którzy nosili niebieską koszulkę na igrzyskach olimpijskich [3], poczynając od Camilla Pavanello, pochodzącego z Terni, jedynego włoskiego gimnastyka na igrzyskach olimpijskich w Paryżu w 1900 roku.
Największy sukces osiągnięto w igrzyskach olimpijskich w 1920 roku w Antwerpii, w których wzięło udział dziewięciu członków klubu, rekord do dziś niezrównany: przywieźli do domu złoto w gimnastyce zespołowej Fernando Bonatti, Luigi Cambiaso, Romualdo Ghiglione i Giovanni Tubino, oraz srebrne medale w podnoszeniu ciężarów zdobyte przez Pietro Bianchi. Klubowi udało się delegować swoich zawodników na wszystkie edycje igrzysk olimpijskich przed II wojną światową, którzy zdobyli kolejne złote medale w 1924 i 1932 roku (odpowiednio Cambiaso i Oreste Capuzzo, zawsze w gimnastyce zespołowej).
Ostatni sportowcy klubu uczestniczyli w igrzyskach olimpijskich 1952 i 1956 roku.

### Sekcje sportów wodnych
Canottieri Sampierdarenesi została założona 17 września 1920 roku. Obecnie sekcja ma swoją siedzibę na Via pionieri ed aviatori d'Italia 77 w Sestri Ponente.
Oprócz wspomnianych już dyscyplin organizowane są także olimpijskie turnieje w pływaniu i piłce wodnej.